# 摩耳摩
摩耳摩（希臘語：Μορμώ，又译作摩门或茉门）是希腊神话中居住在冥府的女怪物。和恩浦萨一样是幽冥女神赫卡忒的侍从。在民间她的名字专门被大人用来吓唬小孩。传说她喜欢咬小孩，尤其是比较淘气的小孩，使他们变成跛子。在后世相关著作中，她被视为女吸血鬼或食尸鬼，常同拉弥亚混为一谈。